# 伊藤友美 (レースクイーン)
伊藤 友美（いとう　ゆみ、1990年5月2日 - ）は宮城県出身のタレント、元レースクイーン。スタイルコーポレーションに所属していた。

## 人物・来歴
- 身長164cm　バスト82 ウエスト59　ヒップ88
- 趣味：スポーツ
- 特技：バトントワリング
- 2007年、当時高校生ながらもSUPER GT「ESPELIRエンジェル」（TOYOTA TEAM KRAFT）とスーパー耐久「ings super RACEQUEEN」を務める[1]。
- 2008年、栗原海、小林麻衣と共にアイドルグループ「JEWEL」を結成。この年のスーパー耐久シリーズイメージガールを務めた。
- しかし2009年6月27日にJEWELとしてライブ出演した「第19回戸田競艇グランドチャンピオン決定戦競走」のステージイベントを体調不良により欠席。その後回復したものの、同年8月でスタイルコーポレーションを退所している。
- 2010年、アメブロにてオフィシャルブログを再開。現在は宮城県ローカル番組を中心にタレント活動を行っている。

## 出演

### TV
- あらあらかしこ（宮城）